# Myndus
Myndus är ett släkte av insekter. Myndus ingår i familjen kilstritar.

## Bildgalleri

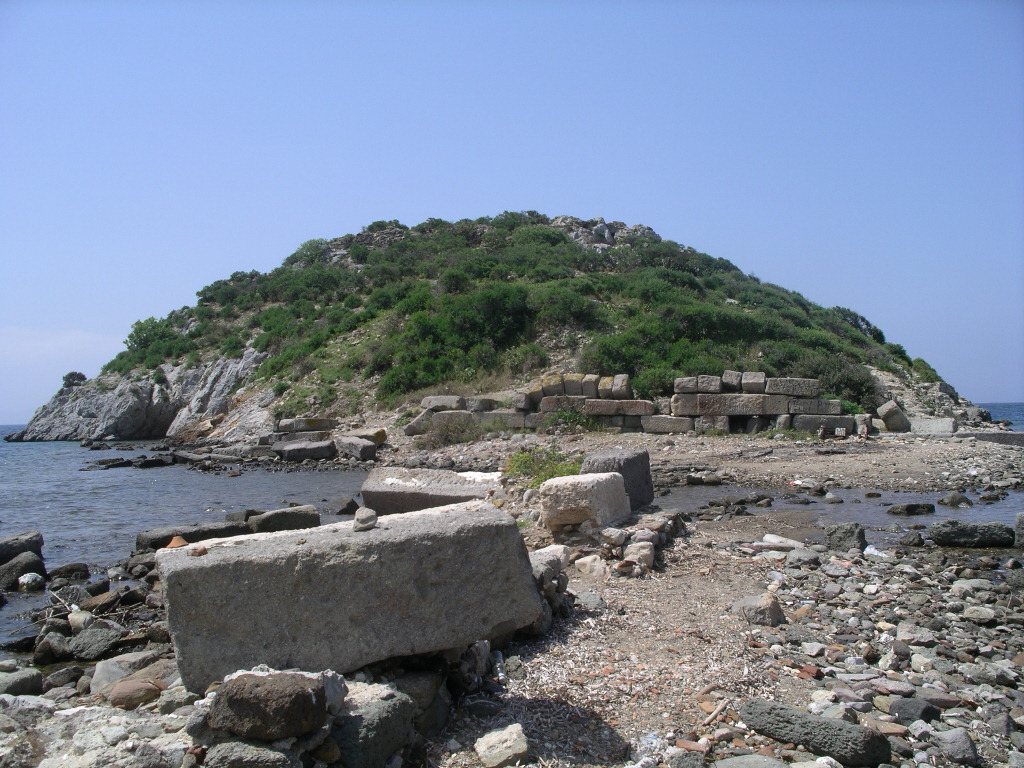

## Dottertaxa tillMyndus, i alfabetisk ordning[1]
- Myndus adami
- Myndus adiopodoumeensis
- Myndus adozieri
- Myndus akko
- Myndus apicemaculata
- Myndus balli
- Myndus beduina
- Myndus bifurcata
- Myndus bolatro
- Myndus brimosis
- Myndus brunnea
- Myndus caldwelli
- Myndus caliginea
- Myndus camerunica
- Myndus chazeaui
- Myndus clavipennis
- Myndus contaminata
- Myndus crena
- Myndus cupido
- Myndus deleter
- Myndus delicata
- Myndus delta
- Myndus dolon
- Myndus dolosa
- Myndus dubia
- Myndus eboricola
- Myndus enotata
- Myndus fasciata
- Myndus fennahi
- Myndus flavescens
- Myndus flocki
- Myndus fulva
- Myndus genocola
- Myndus glyphis
- Myndus gnophos
- Myndus gomphos
- Myndus hyalina
- Myndus impiger
- Myndus jamaicae
- Myndus kekenboschi
- Myndus kivuensis
- Myndus kotoshonis
- Myndus liberiana
- Myndus lophion
- Myndus lunata
- Myndus lusingensis
- Myndus lyssa
- Myndus macfarlanei
- Myndus maculata
- Myndus maculosa
- Myndus majungensis
- Myndus mavors
- Myndus meadi
- Myndus medleri
- Myndus mindanaoensis
- Myndus minuta
- Myndus miserabilis
- Myndus mokos
- Myndus munda
- Myndus musiva
- Myndus mutakatoensis
- Myndus neopusilla
- Myndus nevadensis
- Myndus nigrifons
- Myndus nimba
- Myndus nymphias
- Myndus obscurata
- Myndus occidentalis
- Myndus palawanensis
- Myndus phylax
- Myndus pictifrons
- Myndus pusilla
- Myndus racidis
- Myndus roggoweini
- Myndus rumina
- Myndus sarbaza
- Myndus semialba
- Myndus semibrunnea
- Myndus seminiger
- Myndus sillos
- Myndus silukoensis
- Myndus skarphion
- Myndus slossoni
- Myndus sordida
- Myndus sordidipennis
- Myndus spanglerorum
- Myndus sparagma
- Myndus synavei
- Myndus taffini
- Myndus tekmar
- Myndus tekton
- Myndus texensis
- Myndus thryligma
- Myndus truncata
- Myndus unicolor
- Myndus vanschuytbroecki
- Myndus vilbastei
- Myndus viridis
- Myndus visenda
- Myndus xyron